# 維多利亞 (喬治亞州)
維多利亞（英語：Victoria）是位於美國喬治亞州切羅基縣的一個非建制地區。該地的面積和人口皆未知。

## 地理
維多利亞的座標為34°08′13″N 84°36′34″W / 34.13694°N 84.60944°W，而該地的平均海拔高度為275米（即902英尺）。